# Істок Родеш
Істок Родеш (27 січня 1996 , Вараждин ) — хорватський гірськолижник, що спеціалізується на слаломі та гірськолижній комбінації. Учасник п'яти чемпіонатів світу.

## Результати в Кубку світу
Усі результати наведено за даними Міжнародної федерації лижного спорту.

### Підсумкові місця в Кубку світу за роками
| Сезон | Вік | Загальний залік | Слалом  | Гігантський слалом | Супергігант | Швидкісний спуск | Гірськолижна комбінація |
| ----- | --- | --------------- | ------- | ------------------ | ----------- | ---------------- | ----------------------- |
| 2016  | 19  | 162             | 58      | -                  | -           | -                | -                       |
| 2017  | 20  | 147             | 57      | -                  | -           | -                | -                       |
| 2018  | 21  | 0 балів         | 0 балів | 0 балів            | 0 балів     | 0 балів          | 0 балів                 |
| 2019  | 22  | 61              | 21      | -                  | -           | -                | -                       |
| 2020  | 23  | 111             | 40      | -                  | -           | -                | -                       |
| 2021  | 24  | 121             | 40      | -                  | -           | -                | -                       |

### Результати за дисципліною
| Дисципліна              | Виступи в КС | Топ-30 КС | Топ-15 КС | Топ-5 КС | П'єдестали КС | Найкращий результат         | Найкращий результат                             | Найкращий результат |
| Дисципліна              | Виступи в КС | Топ-30 КС | Топ-15 КС | Топ-5 КС | П'єдестали КС | Дата                        | Місце проведення                                | Місце               |
| ----------------------- | ------------ | --------- | --------- | -------- | ------------- | --------------------------- | ----------------------------------------------- | ------------------- |
| Слалом                  | 47           | 11        | 4         | 0        | 0             | 22 грудня 2018 6 січня 2019 | Мадонна-ді-Кампільйо (Італія) Загреб (Хорватія) | 7-ме                |
| Гігантський слалом      | 0            | 0         | 0         | 0        | 0             |                             |                                                 |                     |
| Супергігант             | 0            | 0         | 0         | 0        | 0             |                             |                                                 |                     |
| Швидкісний спуск        | 0            | 0         | 0         | 0        | 0             |                             |                                                 |                     |
| Гірськолижна комбінація | 4            | 0         | 0         | 0        | 0             | 13 січня 2017               | Венґен (Швейцарія)                              | 32-ге               |
| Загалом                 | 27           | 4         | 2         | 0        | 0             |                             |                                                 |                     |

- Станом на 22 лютого 2021

## Результати на чемпіонатах світу
Усі результати наведено за даними Міжнародної федерації лижного спорту.
| Рік  | Вік | Слалом | Гігантський слалом | Супергігант | Швидкісний спуск | Гірськолижна комбінація |
| ---- | --- | ------ | ------------------ | ----------- | ---------------- | ----------------------- |
| 2013 | 17  | —      | —                  | 62          | —                | —                       |
| 2015 | 19  | —      | —                  | 45          | НФ               | 36                      |
| 2017 | 21  | 30     | —                  | —           | —                | —                       |
| 2019 | 23  | НФ1    | —                  | —           | —                | —                       |
| 2021 | 25  | 6      | —                  | —           | —                | —                       |